# 格利澤283
格利泽283是一個位於船尾座附近的恆星系統，由一顆白矮星和一顆紅矮星組成，距離地球約29.8光年。